# Paramonacanthus nematophorus
Paramonacanthus nematophorus és una espècie de peix de la família dels monacàntids i de l'ordre dels tetraodontiformes.

## Morfologia
- Els mascles poden assolir 8,5 cm de longitud total.
- Nombre de vèrtebres: 19.[4]

## Hàbitat
És un peix marí, de clima tropical i demersal.

## Distribució geogràfica
Es troba al Mar Roig, Zanzíbar i les Seychelles.

## Observacions
És inofensiu per als humans.